# Otto Geßler
Otto Geßler (ur. 6 lutego 1875 w Ludwigsburgu, zm. 24 marca 1955 w Lindenberg im Allgäu) – niemiecki polityk, minister obrony narodowej (Reichswehrminister). 

## Życiorys
Utrzymał się na stanowisku ministra obrony narodowej prawie osiem lat mimo różnych zmian rządów. Ściśle współpracował z Hansem von Seecktem. Ustąpił w styczniu 1928 po wyjściu na jaw tzw. Afery Lohmanna, dotyczącej finansowania Reichsmarine. Został zastąpiony przez Wilhelma Groenera. Od 1928 do 1933 przewodniczył organizacji opiekującej się grobami niemieckich żołnierzy – Volksbund Deutsche Kriegsgräberfürsorge.
Wycofał się z życia politycznego po dojściu Hitlera do władzy. W czasie II wojny światowej zaangażował się w podziemny ruch antyhitlerowski. Został aresztowany i osadzony w obozie Ravensbrück.
Po wojnie doradzał bawarskiemu premierowi Fritzowi Schäfferowi. Przewodniczył Bawarskiemu Czerwonemu Krzyżowi, a w latach 1950–1952 przewodniczył Niemieckiemu Czerwonemu Krzyżowi. Od 1950 do 1955 zasiadał w Senacie landu Bawaria.